# Pedro Américo
Pedro Américo de Figueiredo e Melo (Areia, 29 aprile 1843 – Firenze, 7 ottobre 1905) è stato un pittore, scrittore e saggista brasiliano.
Nel 1854 si trasferì a Rio de Janeiro, dove ricevette una borsa di studio all'Academia Imperial de Belas Artes. Più tardi approfondì i suoi studi all'École nationale supérieure des beaux-arts di Parigi, dove fu un allievo di Jean-Auguste-Dominique Ingres, Hippolyte Flandrin e Carle Vernet, ottenendo molte lodi per i suoi dipinti e ricevendo il dottorato in scienze all'Université libre de Bruxelles nel 1868.
Ritornato in Brasile produsse uno dei quadri più famosi del Brasile: Independência ou Morte, che ritrae il principe Pietro mentre dichiara l'indipendenza della nazione dal Portogallo, un'opera che per decenni ha illustrato i libri di storia di ogni scuola elementare brasiliana.
Américo visse principalmente a Firenze tornando però spesso a Rio de Janeiro e riuscì a lavorare anche come insegnante e storico d'arte.
Si sposò con Carlota de Araújo Porto-alegre (1844–1918), figlia del pittore e diplomatico Manuel de Araújo Porto-alegre, da cui ebbe diversi figli. Ricevette il titolo di cavaliere dalla corona germanica e fu anche gran cavaliere dell'Ordine equestre del Santo Sepolcro di Gerusalemme. Dopo la proclamazione della Repubblica in Brasile nel 1889 fu eletto deputato dell'Assemblea Nazionale.

## Biografia

### Primi anni

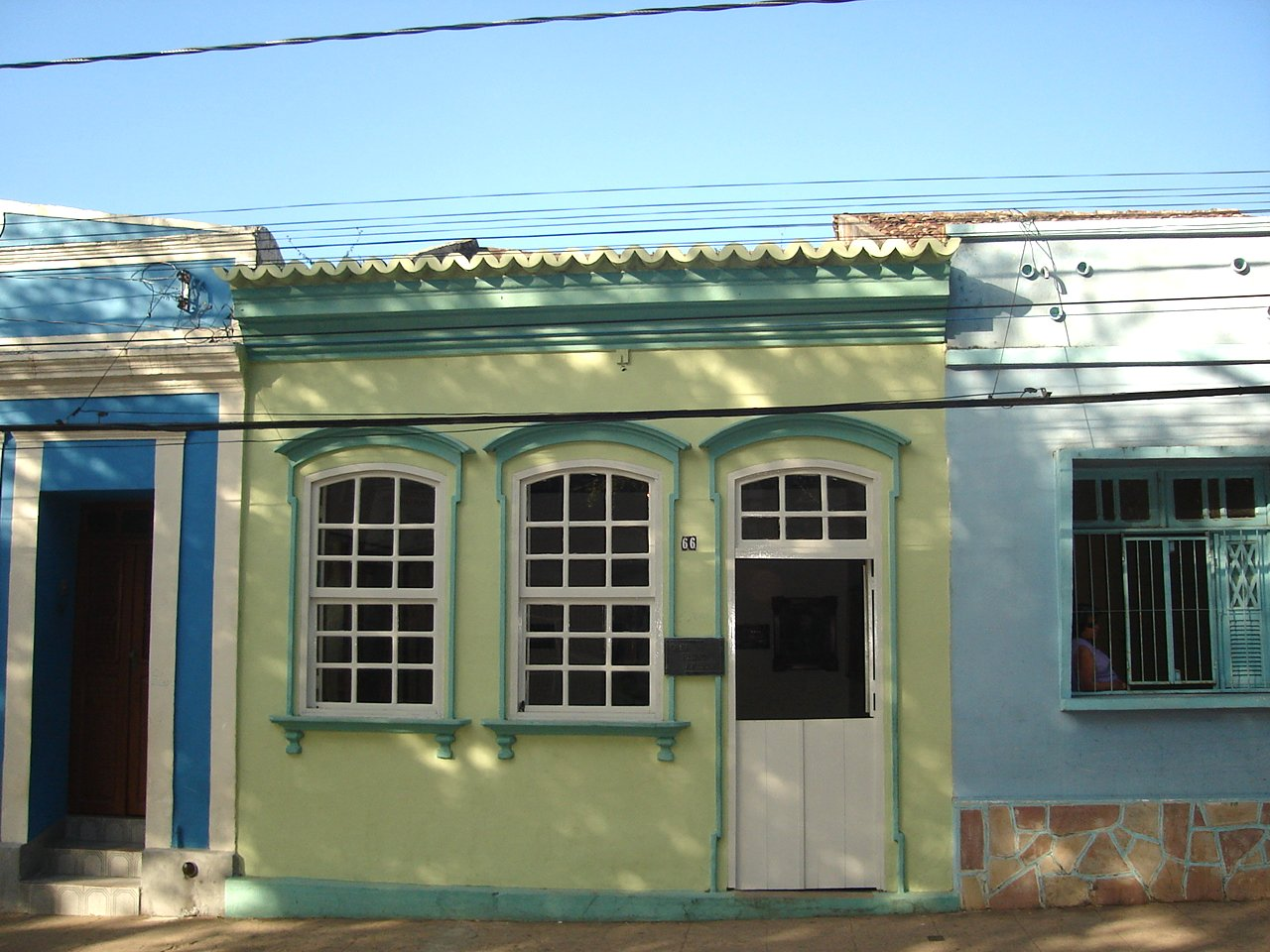
La casa dove nacque Pedro Américo, oggi trasformata in un museo in sua memoria.

Pedro Américo de Figueiredo e Melo nacque a Areia, nello stato di Paraíba, nel Brasile nordorientale, il 29 aprile del 1843. Figlio di Daniel Eduardo de Figueiredo e di Feliciana Cirne, Pedro Américo era il fratello di Francisco Aurélio de Figueiredo e Melo, anche lui un pittore. Pur non disponendo di molte risorse, la sua famiglia si interessava alle arti e, fin dalla più giovane età, Pedro trovò lo stimolo necessario per lo sviluppo di un talento precoce, soprattutto per la musica, insegnatagli da suo padre Daniel, che oltre a essere un mercante era un violinista e che lo iniziò anche al disegno facendogli conoscere dei libri sugli artisti famosi.
Pedro Américo disegnava molto e ben presto la fama del giovane prodigio si espanse per tutta la città. Quando vi giunse una spedizione scientifica nel 1852, il suo capo, il naturalista Louis Jacques Brunet, gli fece visita e poté apprezzare una serie di copie di opere classiche realizzate dal ragazzo. Volendo metterlo alla prova per dimostrare la sua abilità, raggruppò alcuni oggetti e li fece disegnare da Pedro Américo in sua presenza; il ragazzo li riprodusse con una grande somiglianza. Impressionato, Brunet decise di ingaggiarlo come progettista della spedizione, così che il giovane artista accompagnasse i francesi durante un viaggio di venti mesi attraverso una grande parte del Brasile nordorientale. Nel 1854, all'età di appena undici anni, con diverse lettere di raccomandazione, Pedro Américo venne ammesso all'accademia imperiale di belle arti (AIBA) di Rio de Janeiro. Tuttavia, non poté iniziare subito: pertanto, passò una stagione al collegio Pietro II, studiando il latino, il francese, il portoghese, l'aritmetica, il disegno e la musica, distinguendosi tra i suoi compagni per la sua applicazione e la sua intelligenza. Le sue lettere alla famiglia rivelano uno studente consapevole delle sue responsabilità, e un desiderio ancora incerto di dedicarsi alla pittura di storia che era già nato in lui.

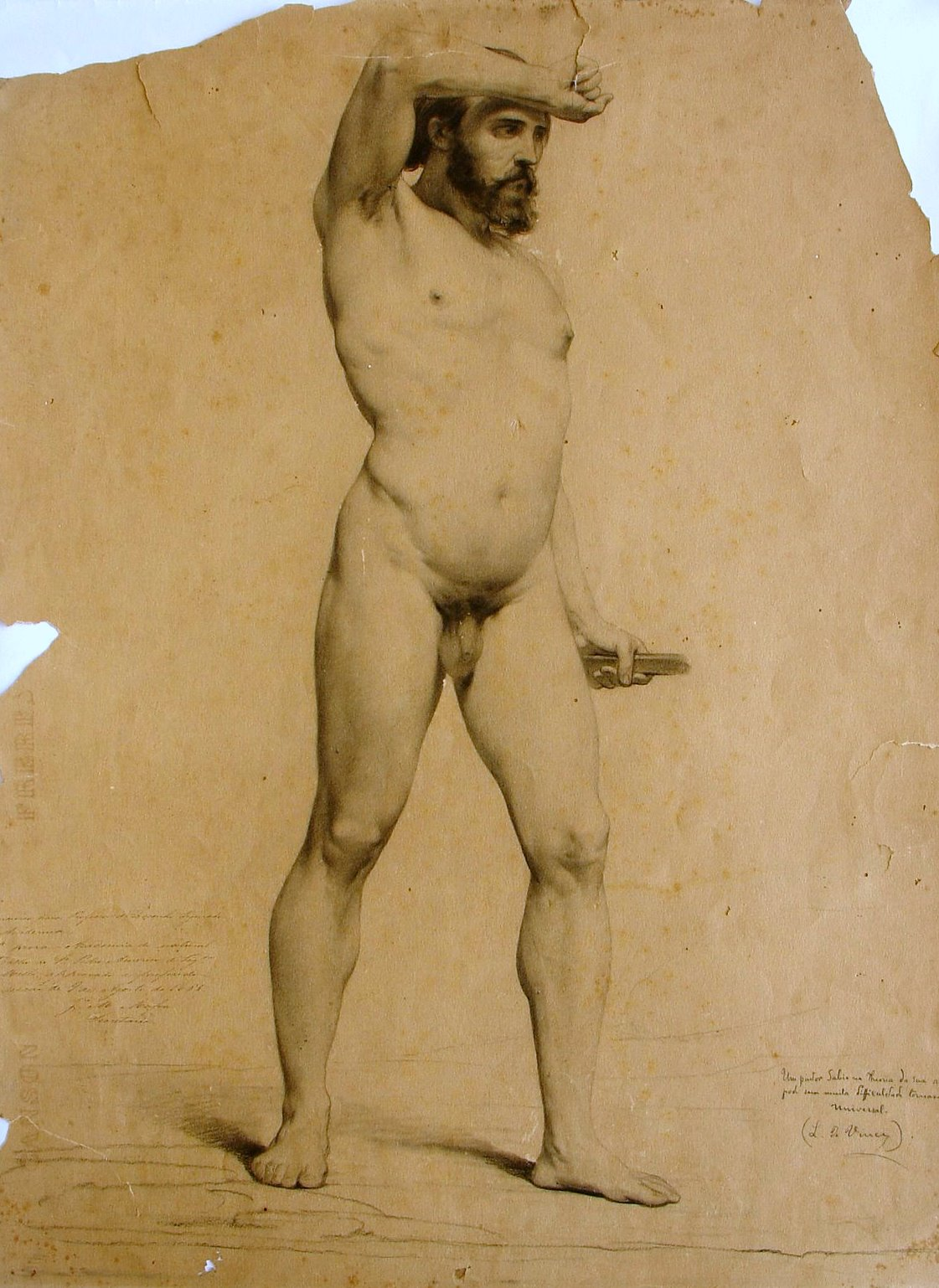
Uno studio da un modello vivente (1865, Museu Dom João VI)

Nel 1856, egli iniziò a seguire il corso di disegno industriale dell'Accademia, e i suoi progressi furono altrettanto brillanti, dato che si guadagnò quindici medaglie per il disegno, la geometria e il modello vivente. Venne soprannominato "papa-medalhas" dal direttore dell'istituzione, l'artista e studioso Manuel de Araújo Porto-Alegre, che avrebbe avuto una grande influenza su di lui e che sarebbe diventato suo suocero. Prima ancora di terminare il corso, egli ottenne una borsa dall'imperatore Pietro II per andare a perfezionarsi in Europa. Poco prima dell'imbarco, si manifestò una malattia diagnosticata come "colica di piombo"; sembra che sia stata causata da un'intossicazione dovuta alle vernici da lui usate, e che l'avrebbe accompagnato per tutta la vita.
Dopo un viaggio doloroso e accidentato, Pedro Américo arrivò a Parigi a metà del marzo del 1859. Egli visitò subito i musei, i monumenti, i palazzi e le gallerie d'arte della città e si iscrisse alla scuola nazionale superiore di belle arti, dove studiò presso Ingres, Léon Cogniet, Hippolyte Flandrin, Horace Vernet e Sébastien Cornu. A causa del contratto della borsa di studio, egli dovette obbedire strettamente alla disciplina dell'accademia e inviare con regolarità delle opere in Brasile per confermare i suoi progressi, compresi gli studi dai modelli dal vivo e le copie delle opere dei maestri antichi, tra i quali Guido Reni (Nesso rapisce Deianira) e Théodore Géricault (La zattera della Medusa). Américo vinse due premi di prima classe al Salone parigino, ma non si interessò ai grandi saloni accademici, che riteneva non rappresentativi.

Dato che egli aveva degli altri interessi culturali oltre all'arte, durante il suo soggiorno Pedro Américo studiò anche all'istituto di fisica di Adolphe Ganot, al corso di archeologia di Charles Ernest Beulé, e ottenne una laurea in scienze sociali alla Sorbona, approfondendo l'architettura, la teologia, la letteratura e la filosofia, e seguì le lezioni di Victor Cousin, Claude Bernard e Michael Faraday al collegio di Francia e al Conservatoire des Arts et Métiers. In questo periodo egli scrisse vari saggi sui rapporti tra l'arte, la scienza e il progresso sociale, un tema che riguarderà anche la sua tesi. Nel 1862, si recò in Belgio e si iscrisse all'università libera brussellese, ma seguì poche lezioni. Tutti questi studi segnarono profondamente il suo carattere e il suo pensiero, e Américo iniziò a dedicarsi agli studi classici e a riflettere sulla responsabilità civile dell'artista e sul suo impegno politico. Fu lì che egli cominciò a organizzare la sua filosofia sintetica, nella quale le arti, per lui, sono le vere promotrici del progresso sociale, e devono essere coltivate su una matrice umanistica, come per i greci classici e durante il Rinascimento. In questo periodo egli visitò anche il Salone dei rifiutati, a Parigi, dove erano esposte le opere degli artisti che erano rimasti ai margini del circuito ufficiale, il che fu importante nel metterlo in contatto con gli avanguardisti pre-modernisti.

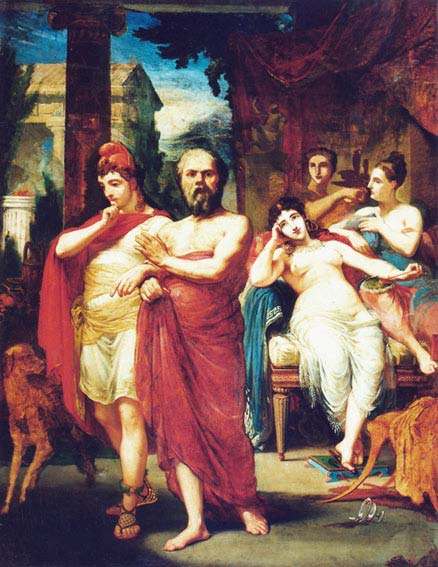
Sócrates afastando Alcebíades dos braços do vício (1861, Museo Dom João VI)

In preda a delle difficoltà finanziarie, Pedro Américo riuscì comunque a completare la sua pensione accademica all'accademia provinciale di Paraíba nel 1863. L'anno successivo, durante una viaggio in barca in Scozia, venne salvato da un naufragio. L'anno stesso ritornò in Brasile, convocato dall'imperatore per partecipare a un concorso per ottenere un posto di professore di disegno figurativo nel corso di disegno tecnico dell'accademia imperiale. Egli vinse il concorso presentando l'opera Sócrates afastando Alcebíades dos braços do vício ("Socrate che allontana Alcibiade dalle braccia del vizio"), ma rifiutò il posto. Visitò la sua natia Areia, che avrebbe ritratto nei suoi romanzi, dove incontrò un fratello nato l'anno della sua partenza e si preoccupò della povertà dei suoi parenti. Di ritorno a Rio de Janeiro, pubblicò una serie di saggi pionieristici sull'estetica e la storia dell'arte nel giornale Correio Mercantil, ma poco dopo, chiedendo un congedo senza retribuzione, ripartì per l'Europa.
Nel 1865, Pedro Américo attraversò vari paesi, per lo più a piedi. Partì da Parigi e passò per Strasburgo, il granducato di Baden, i Paesi Bassi e la Danimarca. In seguito continuò attraverso il Marocco e l'Algeria (una sorta di luogo di pellegrinaggio artistico per i vari pittori orientalisti attirati dalle decorazioni esotiche), la Sicilia e le isole greche. In Algeria, egli lavorò come disegnatore per il governo francese, realizzando dei registri sugli uomini, i paesaggi e gli animali della regione. Il suo primo romanzo, Holocausto, venne pubblicato in francese in questo periodo, e fu tradotto in portoghese solo nel 1882.
Dato che i suoi soldi erano di nuovo pochi, pativa la fame e dovette fare dei disegni e dei ritratti nei caffè per sopravvivere. Américo ricevette una medaglia d'oro all'accademia imperiale per la tela A Carioca ("La Carioca"), un nudo sensuale rifiutato dall'imperatore, al quale era stato offerto. Egli chiese a un amico di Rio de Janeiro di rivendere il premio così da potersi mantenere grazie ai soldi ottenuti.
Nel 1868, Pedro Américo sostenne la tesi A Ciência e os Sistemas: Questões de História e Filosofia Natural ("La scienza e i sistemi: questioni di storia e di filosofia naturale") alla facoltà di scienze dell'università di Bruxelles; così ottenne una laurea in scienze naturali, approvata con merito, e nel gennaio dell'anno successivo venne nominato professore assistente. Questa approvazione venne riportata in diversi giornali brasiliani e belgi con molti elogi, conferendo all'evento un carattere scientifico, e secondo il suo primo biografo gli valse l'ordine equestre del Santo Sepolcro di Gerusalemme, concessogli dal papa Pio IX. A quest'epoca risalgono i quadri São Marcos ("San Marco"), Visão de São Paulo ("Visione di San Paolo") e la Cabeça de São Jerônimo ("Testa di San Girolamo"). Contemporaneamente, il governo fece pressione su di lui affinché egli tornasse e assumesse l'incarico di insegnante all'AIBA.

### Consacrazione
Pedro Américo cedette e rientrò nel suo paese nel 1869, dopo essersi fermato in Portogallo, dove alla fine dell'anno sposò Carlota (1844-1918), figlia di Manuel de Araújo Porto-Alegre, allora il console brasiliano a Lisbona. In seguito, con lei avrebbe avuto tre figli. Arrivò a Rio agli inizi del 1870 e cominciò a dedicarsi alla pittura mitologica, a quella storia e ai ritratti. All'accademia imperiale insegnò l'archeologia, la storia dell'arte e l'estetica. Egli scriveva, cominciava a dirigere le sezioni di numismatica e di archeologia del museo imperiale e nazionale e realizzava delle caricature per la rivista A Comédia Social.

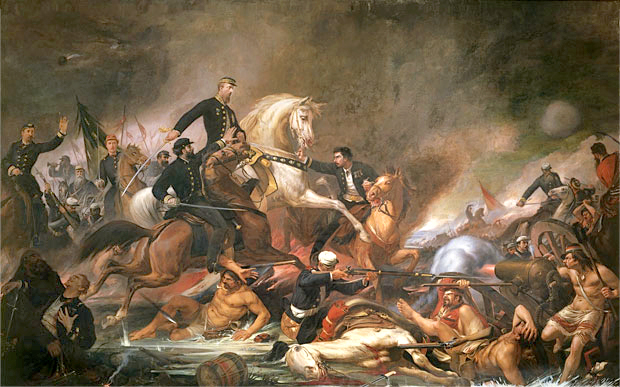
Batalha do Campo Grande (1871, museo imperiale del Brasile)

Al suo ritorno dall'Europa, Américo era un pittore ancora sconosciuto ai brasiliani. Una carriera da insegnante non offriva molte aspettative di gloria e di fortuna, il mercato dell'arte brasiliano era ancora agli albori, e si diceva che la sua personalità fosse difficile, fiera e autonoma, il che gli valse vari disinteressi. Ciononostante, approfittando dell'onda di patriottismo innescata dalla vittoria brasiliana nella guerra della triplice alleanza, e incoraggiato dall'imperatore, dipinse la tela Batalha do Campo Grande ("Battaglia di Campo Grande", 1871), una composizione di grandi dimensioni nella quale egli cercò di elogiare la monarchia e l'eroe principale della battaglia, il conte d'Eu Gastone d'Orléans. Ottenendo il sostegno della stampa, egli organizzò una campagna intensa per promuovere la sua opera. Tra l'agosto e il settembre del 1871, quasi non ci fu un giorno senza che i giornali carioca parlassero dell'artista o della tela, che venne vista da più di 60.000 persone. Nello stesso periodo, Luís Guimarães Júnior pubblicò una piccola biografia molto romanzata sull'artista, che conobbe una grande diffusione e accrebbe la sua popolarità. Di conseguenza, alla fine dell'anno, Américo divenne un pittore famoso in tutta la nazione, ricevendo degli ordini e delle onorificenze, come l'ordine imperiale della Rosa al rango di ufficiale (in seguito sarebbe stato promosso gran dignitario e poi commendatore) e il titolo di pittore storico della camera imperiale, attirandosi tuttavia anche varie polemiche.

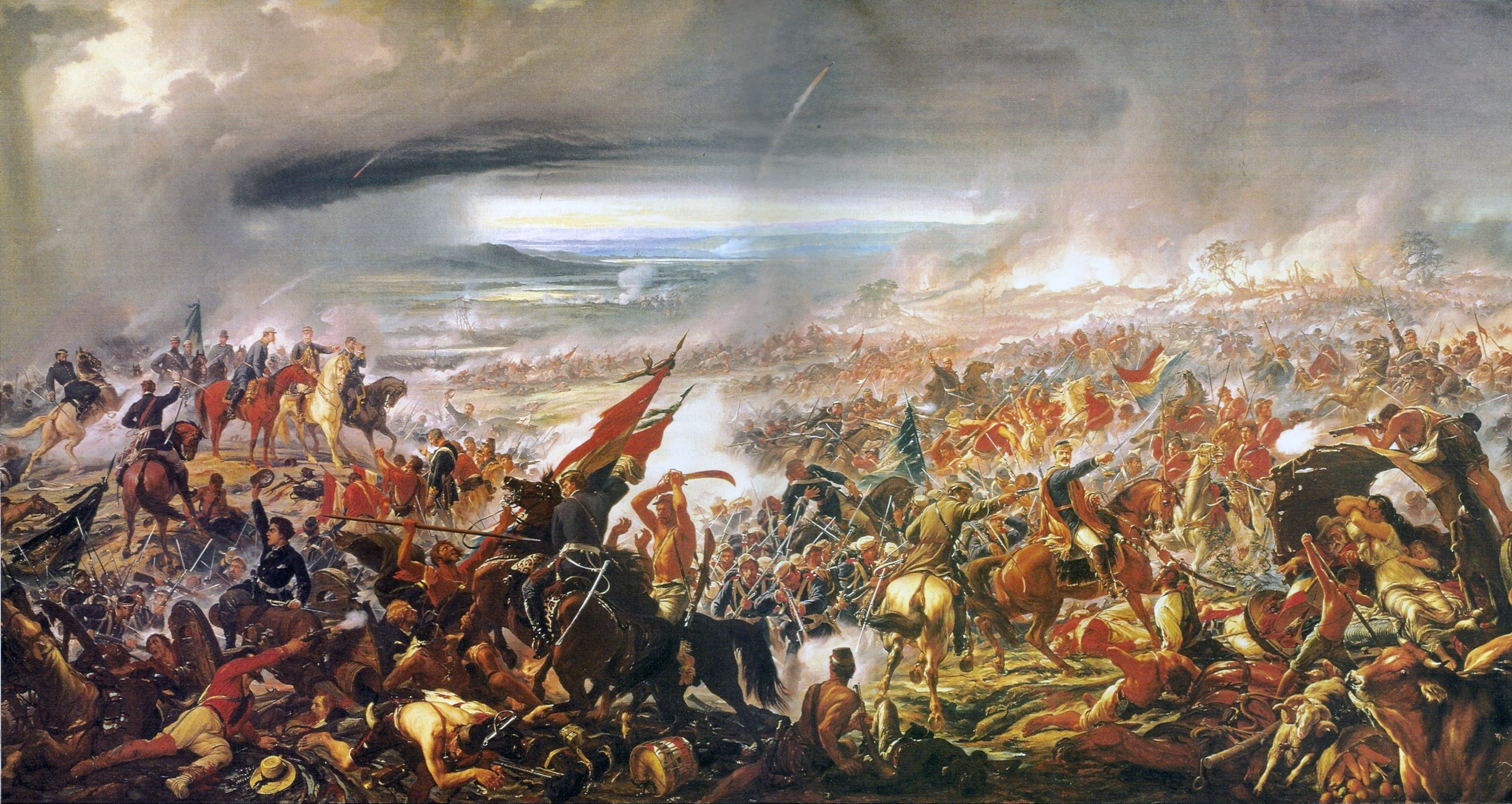
La battaglia di Avaí (1872-1877, museo nazionale delle belle arti)

Fu sempre in questo periodo e con lo stesso spirito che egli realizzò i dipinti Fala do Trono ("Discorso del trono"), Ataque à Ilha do Carvoeiro ("Attacco all'isola di Carvoeiro"), Passo da Pátria ("Il passo della Patria") e Passagem do Chaco ("Attraversamento del Chaco da parte dell'esercito brasiliano") e che cominciò gli schizzi per una commissione governativa che sarà uno dei suoi capolavori migliori, Batalha do Avaí ("La battaglia di Avaí", 600 × 1 000 cm), che eseguì a Firenze a partire dal 1872 e che sarà finita solo nel 1877. Esposta per la prima volta a Firenze, ancora incompiuta, l'opera suscitò stupore negli amanti dell'arte che si erano riuniti in gran numero nella città per le celebrazioni del quarto centenario della nascita di Michelangelo. Quest'opera, assieme a un discorso bilingue che venne pronunciato dinnanzi alla statua del David sul maestro del Rinascimento, fecero espandere la sua fama in tutta l'Europa. Il governo italiano chiese all'artista di presentare un ritratto da porre accanto a quelli dei più grandi artisti di tutti i tempi nella galleria dei ritratti degli Uffizi, tra quelli di Ingres e di Flandrin, i suoi maestri.

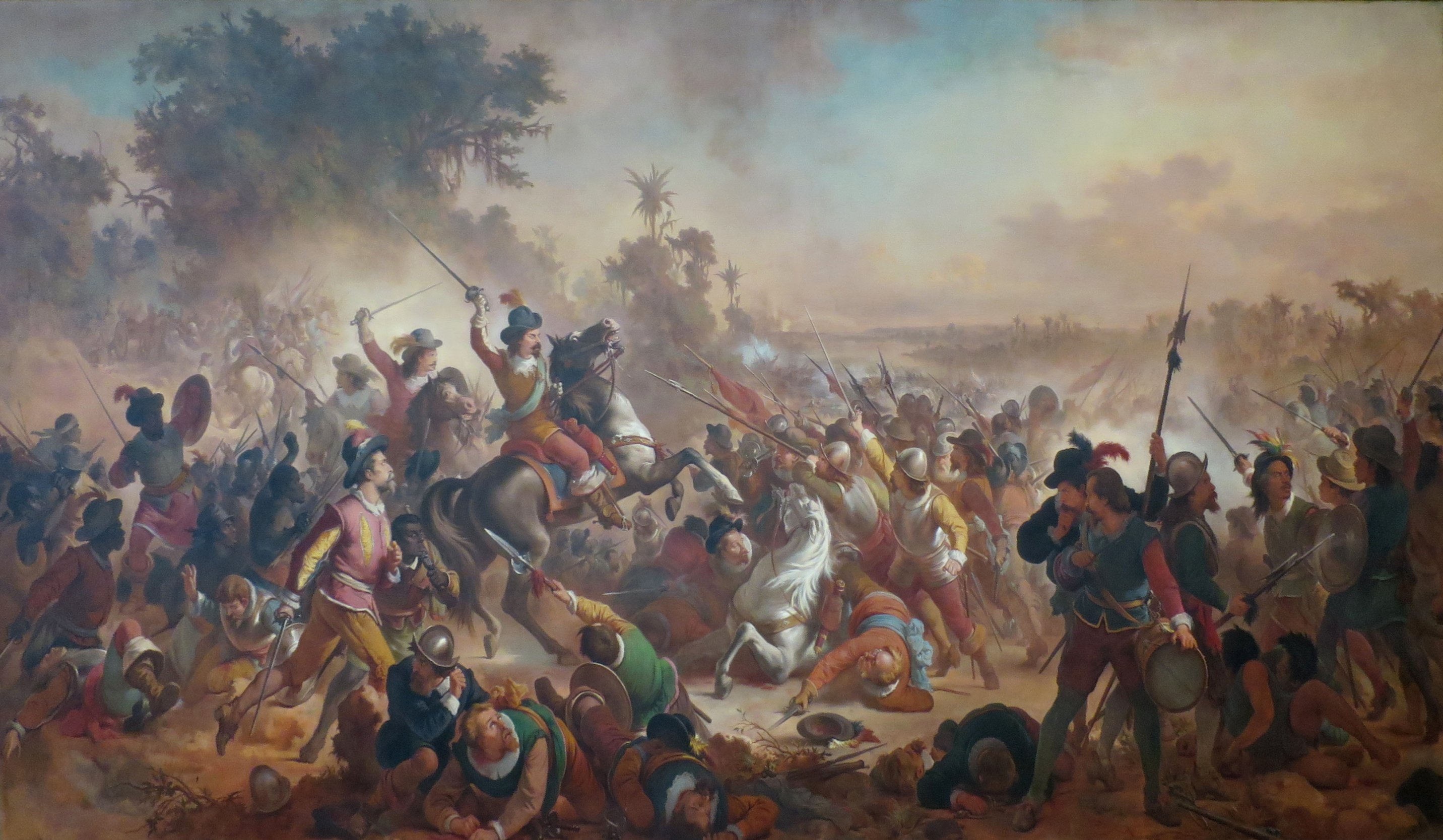
Victor Meirelles de Lima, Battaglia di Guararapes (1875-1889, museo nazionale delle belle arti)

Quando venne esposta in Brasile, all'esposizione generale dell'AIBA del 1879, accanto alla Batalha dos Guararapes ("Battaglia di Guararapes") di Victor Meirelles, l'opera scatenò una controversia maggiore di quella per la battaglia precedente. Ma gli argomenti erano simili: si attaccò soprattutto a un eccesso presunto di fantasia e di romanticismo, così come poca veridicità strica nella rappresentazione della scena. L'artista, comunque, era consapevole che un quadro è una pittura, e non la realtà:
(Anderson Ricardo Trevisan, « A Construção Visual da Monarquia Brasileira: Análise de Quatro Obras de Jean-Baptiste Debret », 19&20, Rio de Janeiro, vol. IV, n. 3, luglio 2009)
Sorprendentemente, Gonzaga Duque in persona, benché fosse l'oppositore più influente degli accademici e pur criticando molto l'opera, vi trovò degli elementi per dire che Américo era finalmente riuscito a sbarazzarsi dell'ortodossia dell'accademismo e a creare un nuovo linguaggio personale dal grande vigore. Contemporaneamente, Américo venne accusato di aver plagiato la composizione della Battaglia di Montebello dell'italiano Andrea Appiani, e un'altra controversia incandescente tentò di decidere quale fra le due battaglie, la sua o quella di Meirelles, fosse quella realizzata meglio. Questo caso lasciò il segno e divenne noto con il nome di Questão Artística de 1879 ("Questione artistica del 1879").

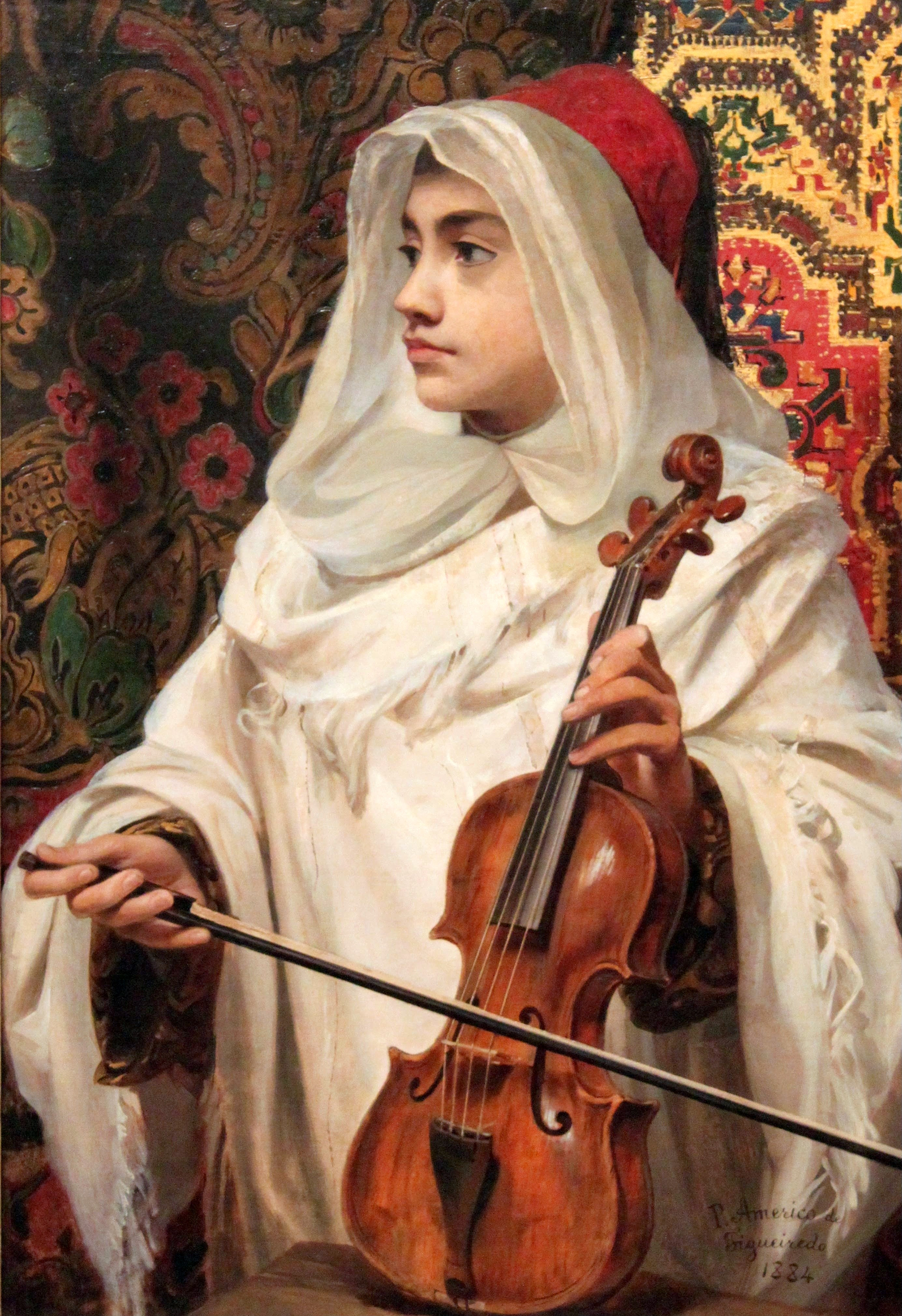
A rabequista árabe (1884, museo nazionale delle belle arti)

Dopo le conseguenze fragorose della Battaglia di Avaí, il pittore tentò di convincere il governo a sostenerlo dipingendo una Batalha de 24 de Maio ("Battaglia del 24 mai"), ma, anche offrendo gratuitamente l'opera, il progetto non diede i suoi frutti. Deluso, Américo cercò di dimettersi dall'Accademia, cosa che gli fu negata. In ogni caso, approfittando della stima che l'imperatore aveva nei suoi confronti, ottenne una licenza e ripartì. All'inizio degli anni 1880, già in Europa, tentò nuovamente di tornare sul tema delle battaglie, progettando una Batalha de San Marino ("Battaglia di San Marino"), che sarebbe stata acquistata dal governo italiano, ma che non proseguì oltre i disegni preparatori. Pedro Américo passò gli anni successivi soprattutto a Firenze, abbandonando gli affari civici che finivano sul mercato solo nel proprio paese e dedicandosi alle opere del romanticismo tardo e sentimentale, alle allegorie e alle scene a tema orientalizzante, ai temi storici o biblici, che lui preferiva e che penetravano maggiormente nel pubblico. Tra queste opere, si citano: A Noite acompanhada dos gênios do Estudo e do Amor ("La notte accompagnata dai geni dello Studio e dell'Amore"), Joana d'Arc ouve pela primeira vez a voz que lhe prediz o seu alto destino ("Giovanna d'Arco sente per la prima volta la voce che le predice il suo alto destino"), A rabequista árabe ("Il suonatore di ribeca arabo"), Os filhos de Eduardo IV ("I figli di Edoardo IV"), Dona Catarina de Ataíde e Jocabed levando Moisés até o Nilo ("Iochebed che porta Mosè presso il Nilo"). Molte di queste opere vennero esposte ai saloni dell'Accademia o a Firenze, e molte vennero acquistate dal governo brasiliano.
Nel 1885, Pedro Américo visitò brevemente la Francia e ritornò in Brasile per occupare una cattedra di storia dell'arte, d'estetica e di archeologia all'Accademia imperiale, frequentata assiduamente dall'imperatore. L'anno successivo, pubblicò un altro romanzo, Amor de Esposo ("Amore di sposo"). Ma le commissioni a Rio erano rare, la sua salute non era più così buona e, dopo aver perso un figlio, gli altri due si ammalarono. Egli riuscì tuttavia a firmare un contratto con il governo dello stato di San Paolo per la creazione entro tre anni di un'altra opera importante, Independência ou Morte! ("Indipendenza o morte"), dipinta a Firenze nel 1888 e che divenne subito famosa ma anche controversa. Ancora una volta la sua estetica venne messa in discussione e venne accusato di plagio.
Pedro Américo partecipò all'esposizione universale di Parigi del 1889, dove espose soltanto una singola fotografia e degli schizzi preparatori per Indipendenza o morte. Non ricevette nemmeno gli elogi di Ernest Meissonier e l'ammissione come membro dell'Accademia di belle arti. Su invito del governo francese, partecipò a una commissione del congresso per la regolamentazione della proprietà letteraria e artistica, e rappresentò il Brasile al congresso per la protezione dei monumenti storici, del quale assunse la presidenza durante varie sessioni, quando era assente il presidente titolare Charles Garnier.

### Ultimi anni

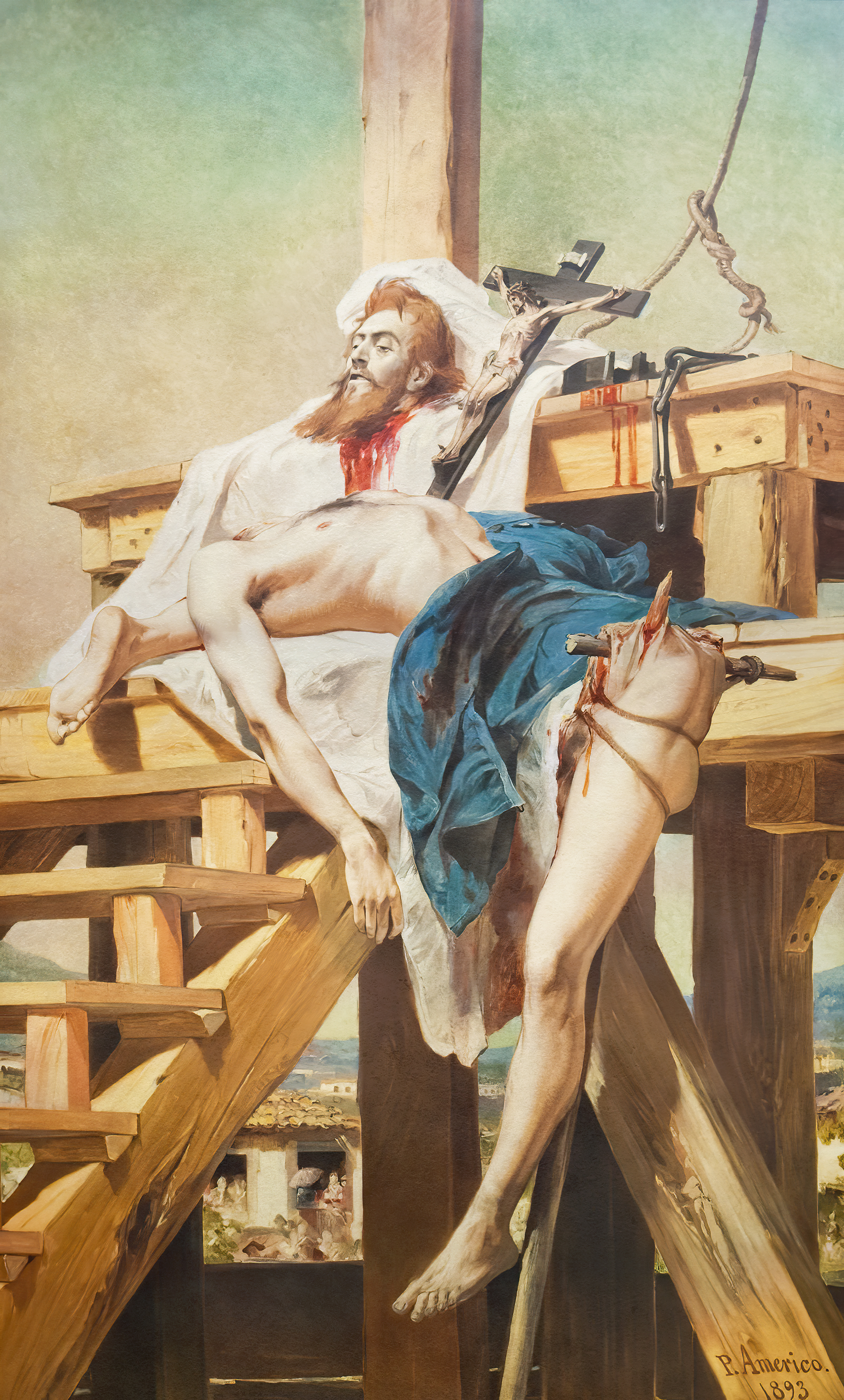
Tiradentes squartato (1893, museo Mariano Procópio)

Dopo la proclamazione della Repubblica il 15 novembre del 1889, un cambio che portò all'ostracismo dell'altro grande maestro della sua generazione, Victor Meirelles, Pedro Américo ritornò in Brasile e riuscì a conservare una parte del suo prestigio presso il governo, nonostante il suo collega fosse stato rimosso anche dall'accademia inperiale, che dal 1890 era stata restaurata come "scuola nazionale delle belle arti". Per il nuovo regime realizzò delle opere più importanti: Tiradentes esquartejado ("Tiradentes squartato"; quest'opera faceva parte di una serie progettata sulla cospirazione mineira che non fu portata a termine), A libertação dos escravos ("La liberazione degli schiavi"), Honra e Pátria ("Onore e Patria") e Paz e Concórdia ("Pace e Concordia"). Nel 1890, Américo venne eletto deputato dal Pernambuco al congresso costituente. Durante il suo mandato, egli sostenne la creazione di musei, di gallerie e di università in tutto il paese, ma la sua salute già fragile gli impedì di partecipare regolarmente alle sessioni.
Nel corso della sua carriera, Américo accumulò un patrimonio considerevole, investito in titoli di Stato, ma, con la crisi finanziaria innescata dalla manovra politica dell'encilhamento, il suo patrimonio si svalutò all'improvviso e cadde in rovina. Nel 1894, impoverito, con la salute e la vista peggiorate, si stabilì definitivamente a Firenze. Malgrado i suoi problemi, continuò a dipingere molto e a scrivere. Pubblicò i romanzi O Foragido ("Il fuggitivo", 1899) e Na Cidade Eterna ("Nella città eterna", 1901).
Pedro Américo morì a Firenze il 7 ottobre del 1905, vittima delle sue "coliche di piombo", a quanto pare dovute ai prodotti di pittura da lui utilizzati. Su ordine del presidente del Brasile, Rodrigues Alves, e a cura del barone del Rio Branco, il suo corpo fu imbalsamato e trasferito a Rio de Janeiro, dove venne esposto per alcuni giorni all'arsenale di Guerra. In seguito venne inviato a João Pessoa, dove ricevette dei funerali solenni con un lutto ufficiale, le attività commerciali chiuse e una folla di ammiratori. Il 29 aprile del 1906, venne sepolto provvisoriamente nel cimitero di São João Batista, fino al completamento del mausoleo che l'istituto storico e geografico brasiliano gli fece costruire ad Areia. L'ultima sepoltura nella sua città natale ebbe luogo il 9 maggio del 1906, ugualmente accompagnata da grandi omaggi. La casa dove era nato è divenuta un museo dedicato alla sua memoria, la casa Pedro Américo.

## Galleria d'immagini

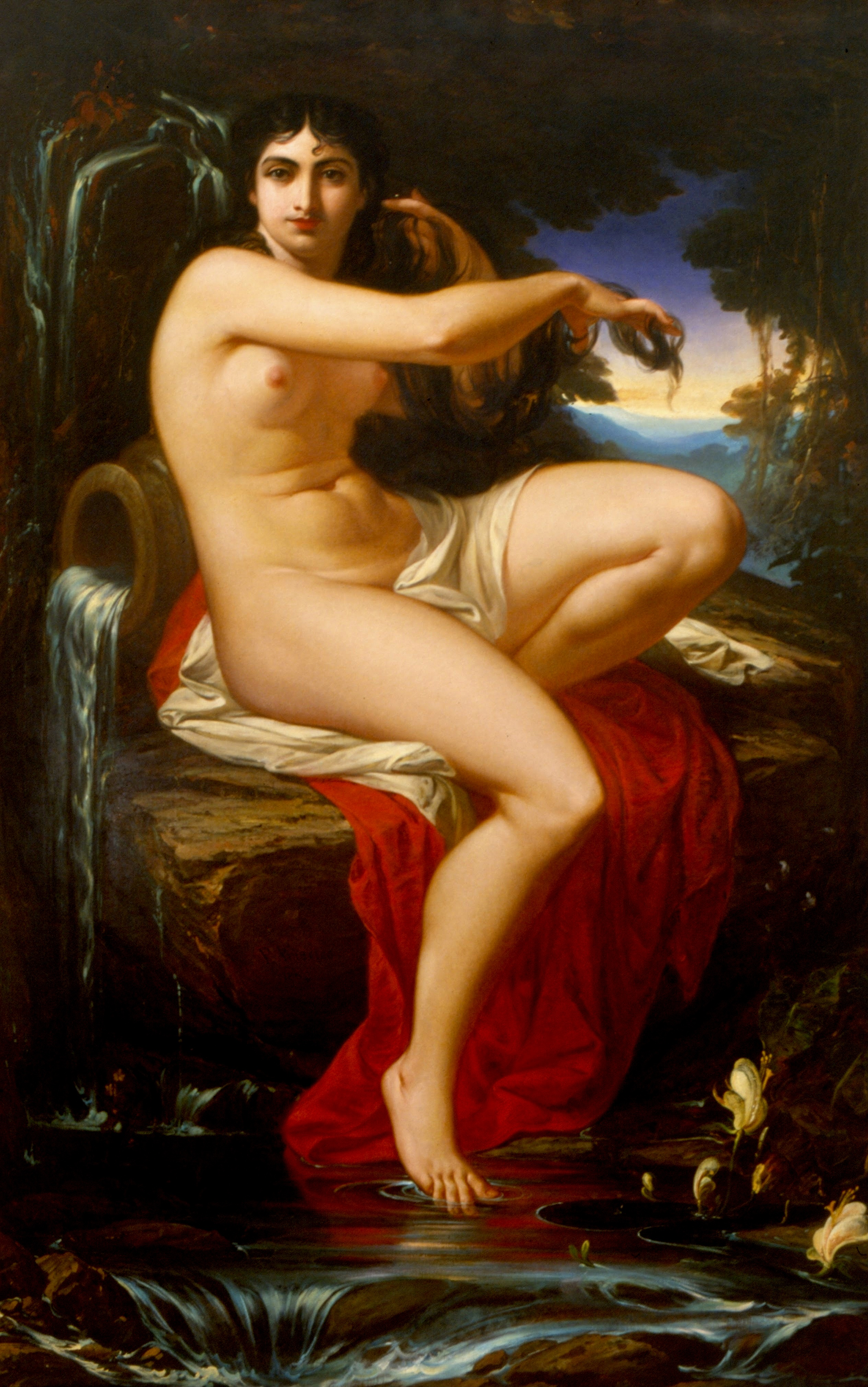
A Carioca
A Noite com os gênios do Estudo e do Amor
Independência ou Morte